# HD 6301
HD 6301，又名BD+28 174，SAO 74471、HR 303，是一颗恒星，视星等为6.19，位于銀經126.31，銀緯-33.13，其B1900.0坐标为赤經0h 58m 59.5s，赤緯+29° -33.13′ 31″。